# Camayenne
Camayenne est l'un des 22 quartiers de la commune de Dixinn, à Conakry en république de Guinée.
C'est un quartier d'affaires qui abrite notamment le plus grand hôpital du pays, l'université Gamal Abdel Nasser de Conakry et plusieurs représentation diplomatique et leurs résidence.

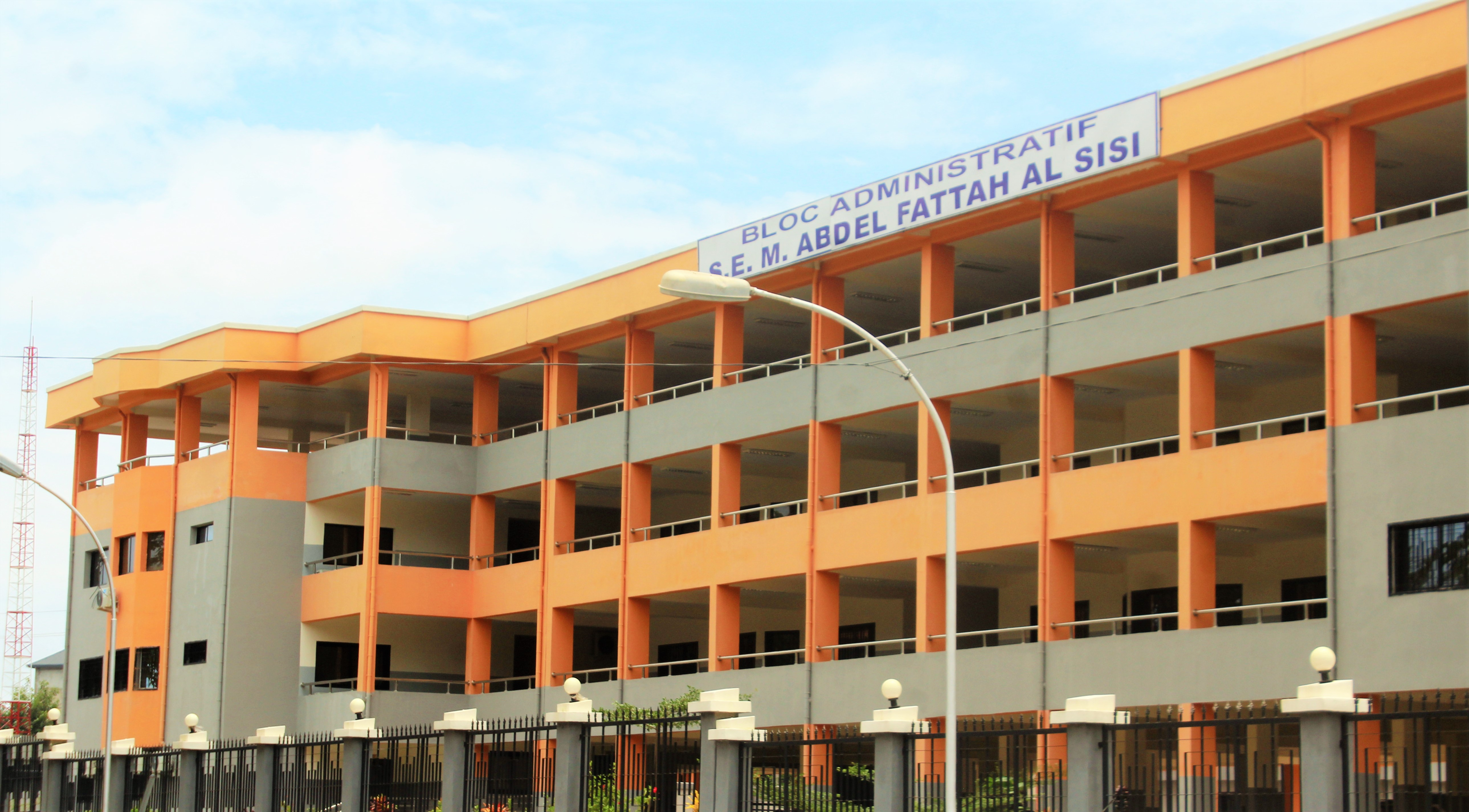
Bloc Abdel Fatah El Sissi de l'UGAN

Elle habite notamment la grande mosquée Fayçal, le Camp Boiro et le Cimetière de Cameroun.

## Galerie

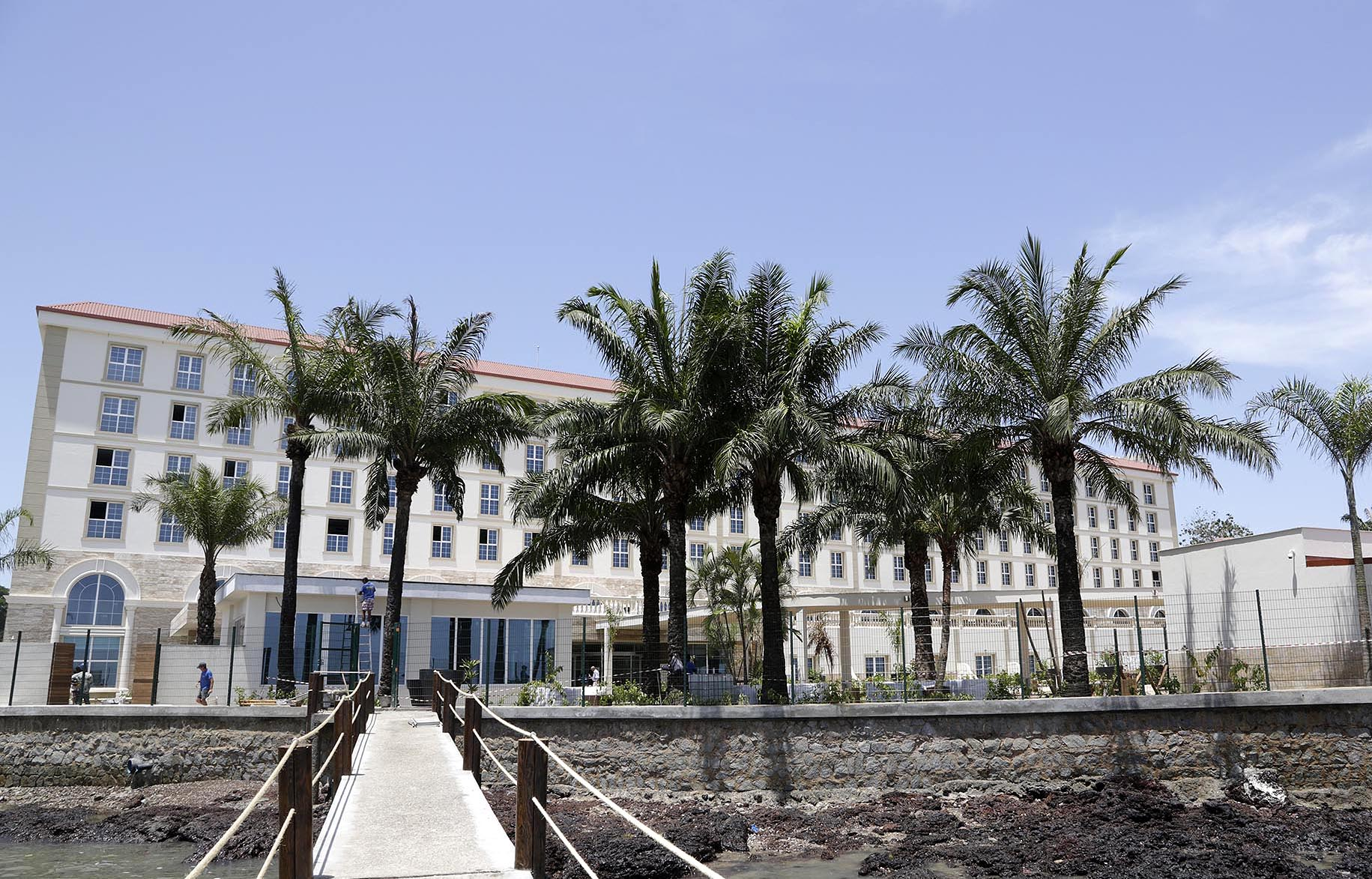
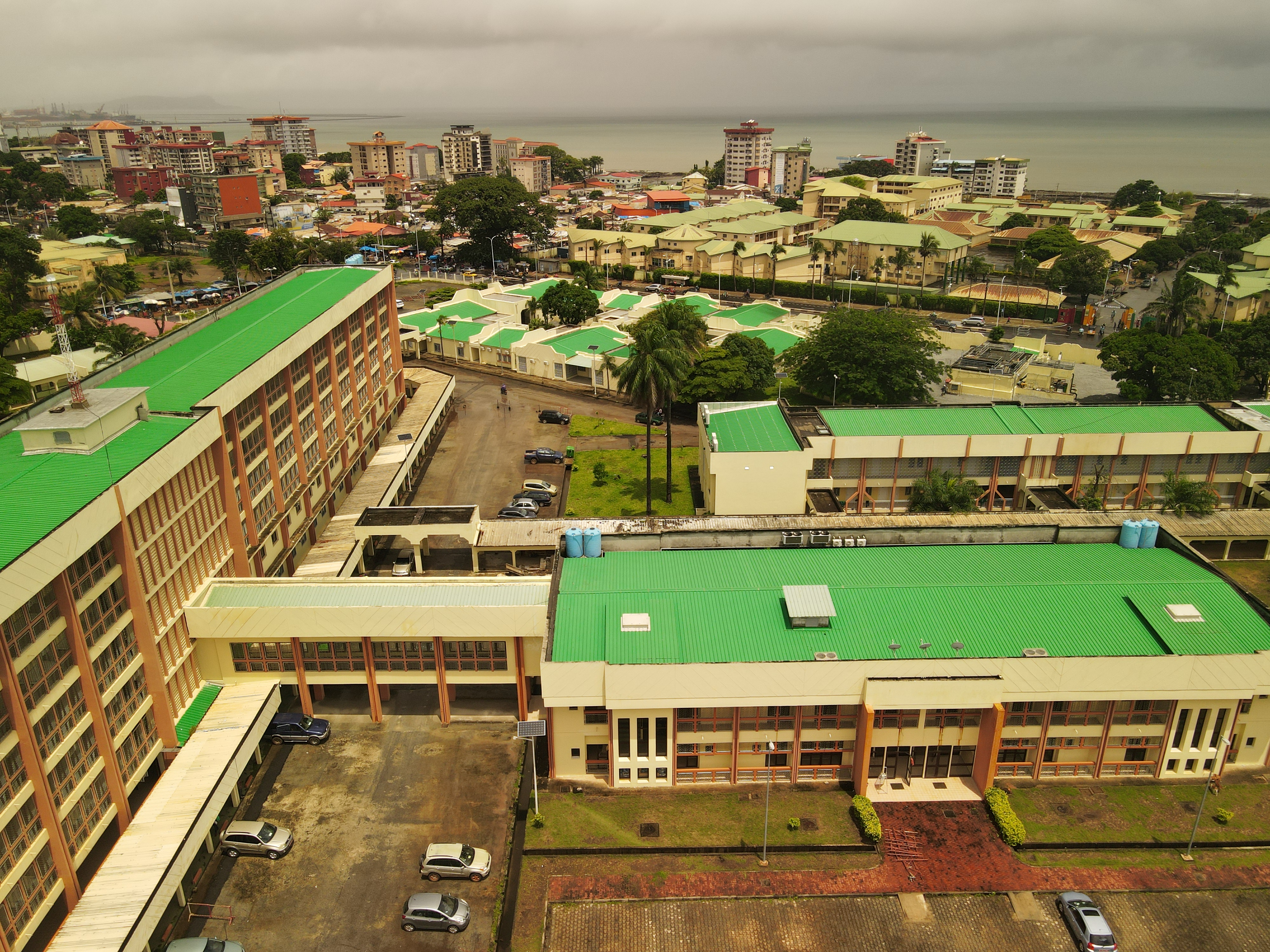

## L'offre hôtelière
- Hôtel Palm Camayenne